# Koroknai Ákos
Koroknai Ákos (Budapest, 1944. február 25. –) magyar levéltáros.

## Életpályája
1962–1967 között az Eötvös Loránd Tudományegyetem Bölcsészettudományi Karának történelem-levéltár szakán tanult. 1967–1968 között az Esztergomi Állami Levéltárban gyakornok volt. 1968 óta a Magyar Országos Levéltárban dolgozik. 1979–1986 között a Magyar Történelmi Társulat üzemtörténeti szakosztályának titkára volt, 1986-tól elnöke. 1979–től a Polgári kori osztály megbízott, majd 1981-től osztályvezető-helyettese, 1991-től osztályvezetője volt. 1980–1991 között levéltári szakfelügyelőként dolgozott. 1981–1994 között a Magyar Könyvtárosok Egyesülete Levéltári Szekciójának vezetőségi tagja volt. 1981–1990 között az UNESCO Committee on Business Archives levelező tagja volt. 1984 óta a Levéltári Tanács tanácskozási jogú, 1994-től rendes tagja. 1993–1994 között a Gazdasági szervek osztályának főosztályvezetője, 1994–2004 között főigazgató-helyettes, 2002–2003 között megbízott főigazgató volt. 1982–1991 között az Üzemtörténeti Értesítő felelős szerkesztője volt. 1991–2003 között a Századok szerkesztőbizottsági tagja volt. 1993–1998 között a maribori Nemzetközi Levéltártudományi Intézet megfigyelőjeként tevékenykedett. 1996–2000 között az OTKA Történettudományi Szakzsűrijének tagja volt. 1998–2000 között a Levéltári Kollégium rendes tagja, 2002–2006 között az újjászervezett levéltári szakfelügyelet tagja volt, 2006-ban nyugdíjba vonult.

## Művei
- Gazdasági és társadalmi viszonyok a dunai és tiszai határőrvidéken a XVIII. század elején (Budapest, 1974)
- A Ganz Műszer Művek története (Budapest, 1975)
- Alapelvek a Bánffy-kormány minisztertanácsi jegyzőkönyveinek forráskiadásához (Levéltári Szemle, 1976)
- Egy feudáliskori részvénytársaság (Rimai Coditio) szervezete és működése (Levéltári Szemle, 1977)
- A magyarországi tőkés vállalkozók típusai. In: Az üzemtörténetírás kérdései. Elméleti és módszertani tanulmányok. (Budapest, 1979)
- Az 1896. évi választások Délkelet-Dunántúlon (Módszertani kísérlet a választási statisztikák és a választási névjegyzékek elemzésére (Pécs, 1986)
- Elméleti felvetések a gazdasági iratok makroszintű levéltári értékelésének problematikájához 1989 után (Levéltári Szemle, 2001)

## Díjai
- Pauler Gyula-díj (1998)
- Ember Győző-díj (2005)